# Riesenbakterium

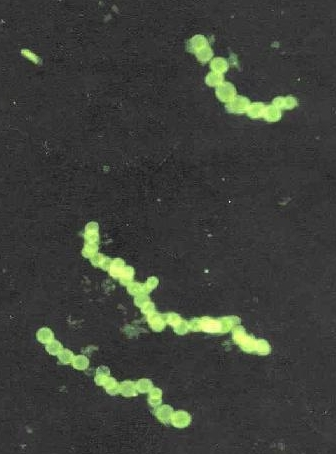
Thiomargarita namibiensis

Als Riesenbakterien werden im allgemeinen Sprachgebrauch solche Prokaryoten bezeichnet, die die für Prokaryoten üblichen Größenverhältnisse im Mikrometer-Bereich deutlich überschreiten und die Größe eukaryotischer Protisten oder sogar Mehrzeller erreichen.
Die größten bekannten Vertreter sind
- Thiomargarita namibiensis, ein kugelförmiges Schwefelbakterium, das am Meeresboden vor Namibia vorkommt und mit bis zu 750 µm Durchmesser und einem Volumen von 200.000.000 µm³ (0,2 µl)[3] sogar mit dem bloßen Auge zu sehen ist.[4]
- Candidatus Thiomargarita magnifica wird nachweislich bis 2 cm lang (Einzelzelle) und ist erst recht mit bloßem Auge zu sehen.
- mit diesem verwandte, offiziell noch unbenannte Schwefelbakterien aus dem Golf von Mexiko (Thiomargarita sp. clone SBC11[5]) mit bis zu 375 µm Durchmesser.[6]
- Epulopiscium fishelsoni aus dem Darm von Doktorfischen mit einer Größe bis zu 600 µm × 80 µm und einem Volumen von 3.000.000 µm³.[3]
- Beggiatoa-Arten, filamentöse Schwefelbakterien, mit einer Größe bis zu 160 µm × 50 µm und einem Volumen von 1.000.000 µm³.[3]
- Achromatium oxaliferum, ein ellipsoides Schwefelbakterium, das bis knapp 100 µm lang wird und ein Volumen von 80.000 µm³ erreichen kann.[3][7]

Bis auf Epulopiscium fishelsoni (Clostridia) gehören diese Bakterien alle zu den Gammaproteobacteria.